# 미하엘 그비스데크

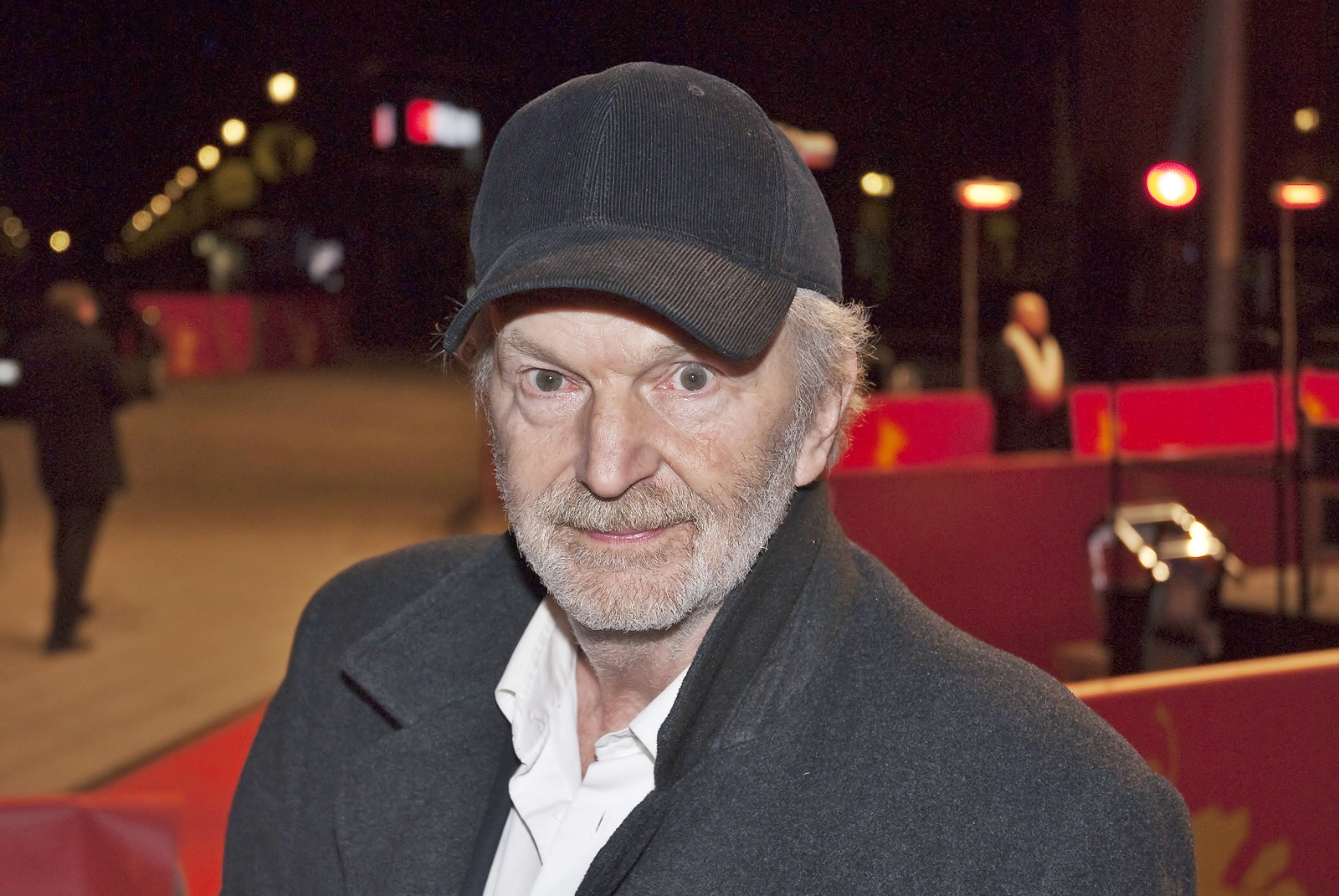
미하엘 그비스데크

미하엘 그비스데크(Michael Gwisdek, 1942년 1월 14일 ~ 2020년 9월 22일)은 독일의 영화 배우이다.

## 영화
- 올드 에이전트 맨(2017년)
- 헤일(2015년)
- 미스 식스티(2014년)
- 맨 케이브(2014년)
- 커피 인 베를린(2012년)
- 더 데이 아이 워스 낫 본(2010년)
- 박스하게너 플라츠(2010년)
- 타임 워프: 연쇄살인사건(2009년)
- 기프트 호스(2009년)
- 카이펙 머더(2009년)
- 바더 마인호프(2008년)
- 포르노라마(2007년)
- 소립자(2006년)
- 올모스트 헤븐(2005년)
- 스피어와 히틀러(2005년)
- 맨발(2005년)
- 굿바이 레닌(2003년)
- 신과 함께 가라(2002년)
- 여인 2와 해피엔드(2000년)
- 갈 곳 없는 삶(2000년)
- 밤에 생긴 일(1999년)
- 나이트 타임(1998년)
- 커밍 아웃(1989년)